# Davilex Games
Davilex Games was een computerspelontwikkelaar uit Houten. Het bedrijf werd in 1997 opgericht als onderdeel van Davilex en was ontwikkelaar en uitgever van onder meer de Racer-franchise, waarvan London Racer en London Racer II in het Verenigd Koninkrijk meer dan 600.000 keer verkocht werden. Davilex stopte in 2004 met het intern ontwikkelen en in 2006 ook met het uitgeven van computerspellen.

## Geschiedenis
Met Inspecteur Banaan en de ontvoering van MaBella had Davilex in 1992 de computerspelindustrie al betreden.
Davilex Games kreeg in 1994 een serieus vervolg met de aankoop van het bedrijf Redcat Software van Rudolf Wolterbeek Muller. Hierbij kwam het educatieve spel RedCat uit. Hierop volgden een reeks voetbalspellen, waaronder Oranje Kampioen! (met Jack van Gelder) voor het naspelen van de Europese kampioenschappen van 1996.
Vervolgens kwam het eerste racespel: A2 Racer. Hierna volgden internationale versies: Autobahn Raser in Duitsland, London Racer in Engeland, Paris-Marseille Racing in Frankrijk en US Racer in de Verenigde Staten.
Naast eigen ideeën werden er ook games ontwikkeld op basis van bekende figuren, zoals de televisieseries Knight Rider en Miami Vice. Mede omdat dit marketingtechnisch eenvoudiger was vanwege de wereldwijde naamsbekendheid.

## Davilex Racerserie
- A2 Racer-serie
- London Racer-serie
- Autobahn Raser-serie
- Paris-Marseille Racing-serie
- Europe Racer
- USA Racer
- Police Chase
- Vakantie Racer
- Amsterdam Taxi Madness
- Grachtenracer
- Speedboat Raser Europa
- Miami Speedboat Racer
- De schippers van de Kameleon (Aangepaste versie van Grachtenracer als promotie voor de Film)

## Overige computerspellen
- RedCat
- Oranje Kampioen!
- Het EK '96 Voetbalspel
- Competitie Manager 97/98
- WK Voetbal Avontuur 98
- Competitie Manager 98/99
- Competitie Manager 2000
- Oranje 2000 Eurokampioen
- Deutschland Europameister 2000
- Game Hits 3D
- Amsterdoom (Amsterdam Monster Madness)
- Invasion Deutschland
- Casino Tycoon
- Rockband Tycoon
- Factory Tycoon
- Airlines Tycoon
- Lingo
- Knight Rider: The Game
- Knight Rider 2: The Game
- Beach King Stunt Racer
- Miami Vice
- SAS Anti-terror Force
- GIGN Anti-terror Force
- GSG9 Anti-terror Force
- Red Baron
- 112 Reddingshelikopter
- Billy's Koerierdienst
- Billy's Drumstel
- Galgje Met Inspecteur Banaan
- Inspecteur Banaan en de ontvoering van Mabella
- Beach King Stunt Racer